# Chapmannia
Genre
Synonymes
- Arthrocarpum Balf.f.[2]
- Pachecoa Standl. & Steyerm.[2]

Chapmannia est un genre de plantes à fleurs dicotylédones de la famille des Fabaceae, sous-famille des Faboideae, originaire des régions tropicales d'Amérique et d'Afrique de l'Est, qui comprend quatre espèces acceptées.

## Étymologie
Le nom générique, « Chapmannia », est un hommage à Alvan Wentworth Chapman (1809-1899), médecin et botaniste américain, auteur d'une  Flora of the Southern United States.

## Liste d'espèces
Selon The Plant List (17 novembre 2018) :
- Chapmannia floridana Torr. & A.Gray
- Chapmannia gracilis (Balf. f.) Thulin
- Chapmannia prismatica (Sessé & Moc.) Thulin
- Chapmannia somalensis (Hillc. & J.B. Gillett) Thulin